# Mitra di Fiano Romano
Il Mitra di Fiano Romano è un bassorilievo datato tra il II e III secolo d.C. raffigurante scene tipiche del culto del Dio Mitra ed oggi conservato al Museo del Louvre di Parigi.

## Storia
Il bassorilievo fu ritrovato durante una campagna di ricerche e scavi archeologici a Fiano Romano nel 1926 "adagiato in un piccolo contenitore di mattoni", dove doveva essere stato intenzionalmente nascosto per proteggerlo dagli oltraggi dei nemici del paganesimo, e questo ne ha permesso un'ottima conservazione.
Entrato in possesso dello storico Franz Cumont, che lo datò tra l'inizio del II e la fine del III secolo d.C., nel 1939 fu acquisito dal Museo del Louvre di Parigi dov'è conservato nel Dipartimento di Antichità Greche, Etrusche e Romane con numero di catalogo MA 3441.

## Descrizione
Il bassorilievo, realizzato in marmo su una base di travertino, è di forma quadrangolare, con un'altezza di 61 centimetri, una larghezza di 68 centimetri e spesso 23 centimetri. 
Su entrambe le facce del bassorilievo sono rappresentate, con un'ottima lavorazione artistica ben superiore a quella delle solite sculture mitraiche, delle tipiche scene del culto di Mitra: 

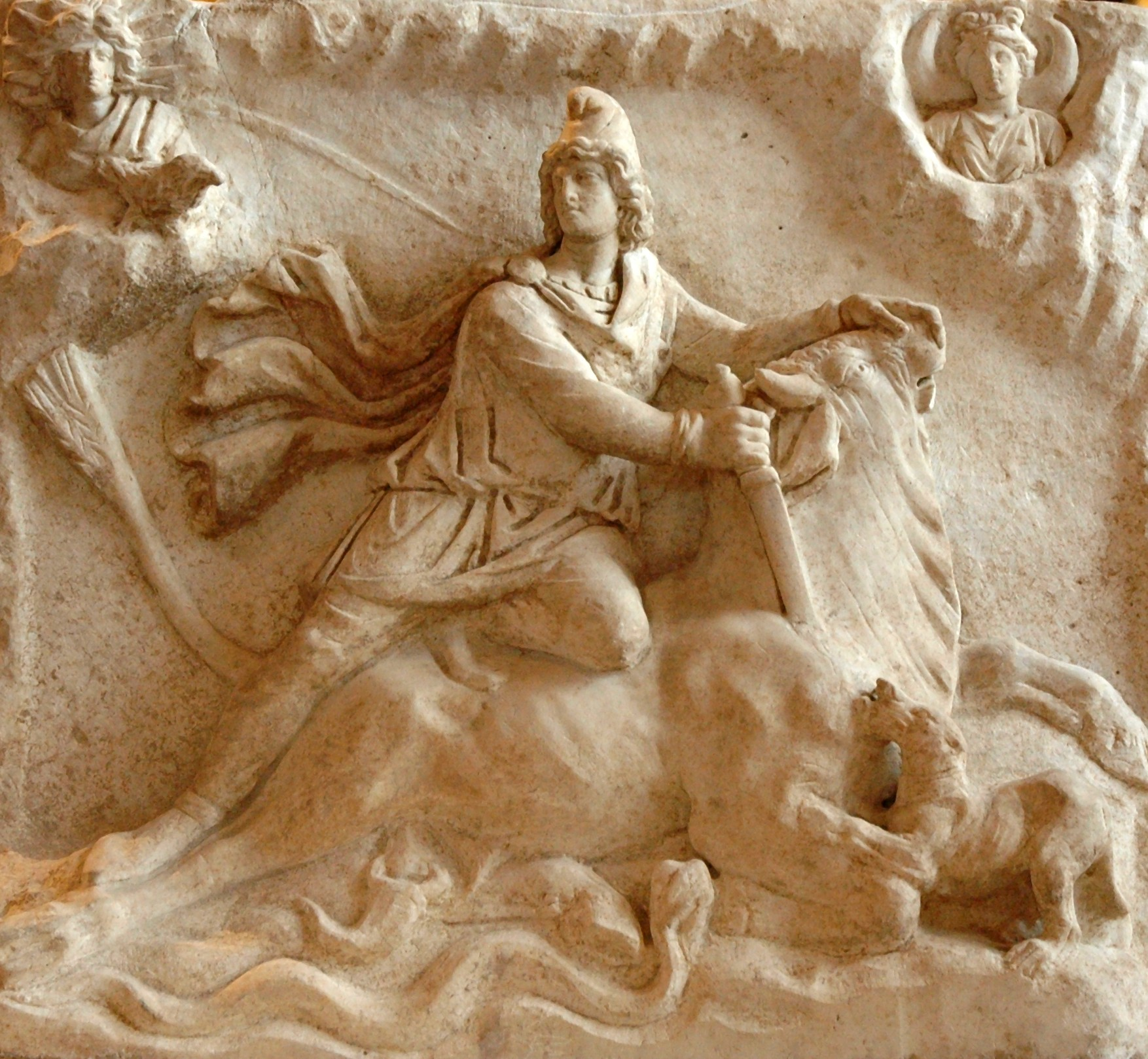
Dritto del Mitra di Fiano Romano: la tauroctonia

- Sul dritto è riportata la tauroctonia ossia la rituale e simbolica uccione di un toro da parte del dio Mitra. In dettaglio[4]: Mitra che uccide il toro, la cui coda termina in un fascio di spighe. Ci sono il cane, il serpente, lo scorpione e il corvo. Gli angoli superiori sono occupati da una volta rocciosa, da cui emergono i busti vestiti del dio Sol e della dea Luna. La dea Luna ha una mezzaluna dietro le spalle mentre il dio Sol ha intorno al capo una corona di dodici raggi e un altro raggio che si allunga in direzione di Mitra.

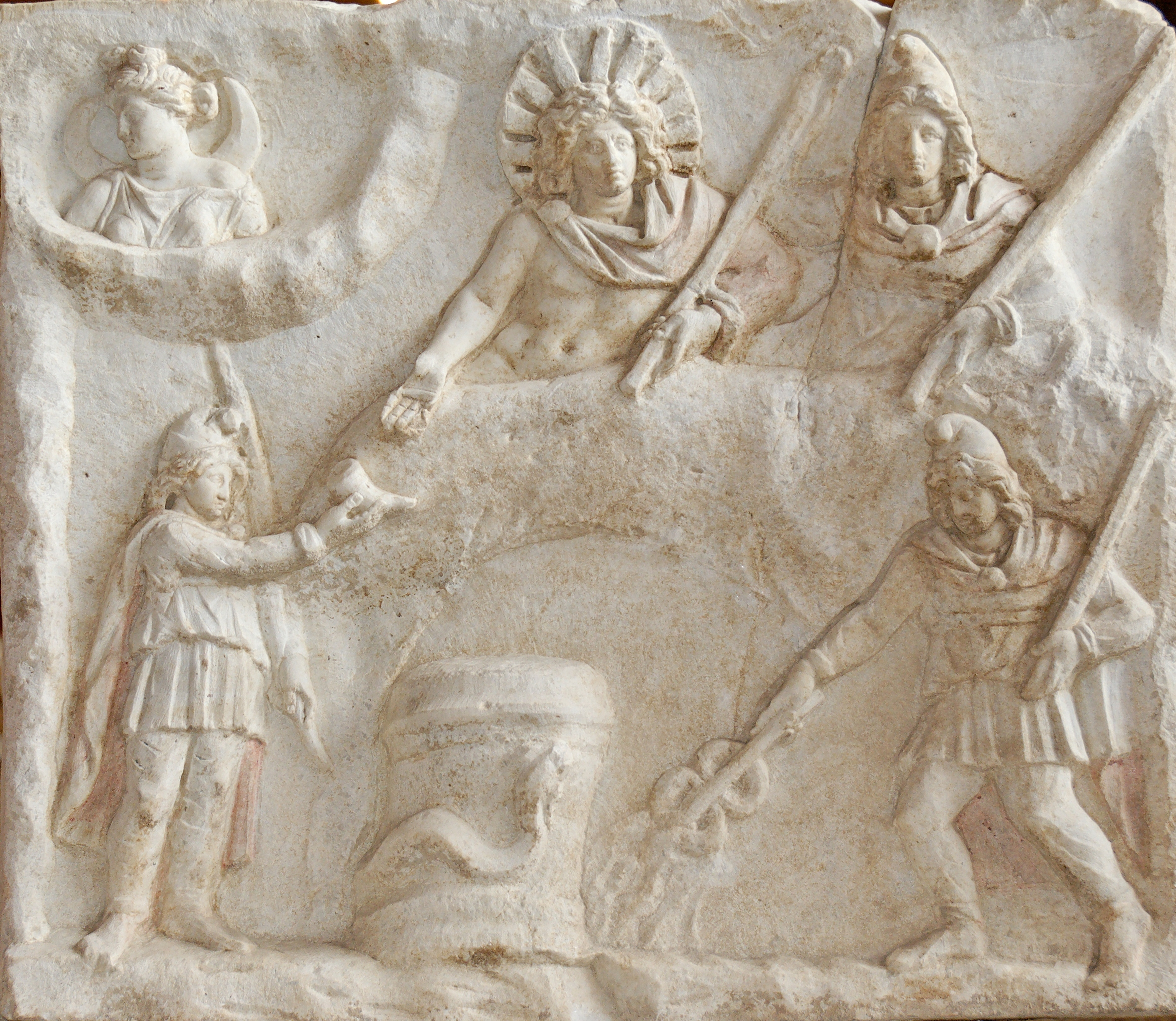
Rovescio del Mitra di Fiano Romano: il banchetto mitraico

- Sul rovescio è rappresentato il banchetto mitraico col dio Mitra, il dio Sol, la dea Luna e gli assistenti di Mitra Cautes e Cautopates. In dettaglio[5]: al centro una pelle di toro, di cui sono ben visibili la testa e una zampa posteriore. Il dio Sol e Mitra sono sdraiati su di essa fianco a fianco. Mitra in abiti orientali, con una lunga torcia nella sua mano sinistra e allungando la destra dietro al dio Sol, vestito solo con un corto mantello allacciato sulla spalla destra da un perone. Intorno al capo del dio Sol un'aureola e una corona di undici raggi. Tiene una frusta nella sua sinistra e tende l'altra mano verso un tedoforo, che sta davanti a lui e gli offre un rhyton. Un altro tedoforo, vestito con abiti orientali come il suo compagno, e con una torcia sollevata nella sinistra, tiene con la destra un caduceo che, puntato a terra, fa uscire dell'acqua o del fuoco. Accanto ad esso un altare nelle spire di un serpente crestato. Nell'angolo in alto a sinistra un semicerchio simile a una nuvola, in cui il busto vestito della dea Luna con una mezzaluna dietro le spalle, che distoglie lo sguardo dalla scena. Ci sono tracce di pittura rossa sull'abbigliamento dei tedofori e dei personaggi sdraiati[2].

A partire dal I secolo a.C. e fino al IV secolo d.C. il mitraismo fu molto diffuso e rilevante nell'Impero Romano e, sebbene il carattere misterico di tale religione, molti sono i reperti ritrovati ma il Mitra di Fiano Romano, sia per la completezza e complessità della simbologgia riportata che per la qualità artistica dell'opera, nonché per l'ottima conservazione, è una tra le migliori, tant'è che il Cumont la definì "una rappresentazione eccezionale, che la distingue dalle immagini ordinarie, così numerose, del dio della tauroctonia".